# Carrozza Corbellini
Le carrozze Corbellini sono carrozze ferroviarie che furono costruite tra il 1948 e il 1963 in tre gruppi principali (Tipo 1947, Tipo 1951R e Tipo 1957R) e rimasero in servizio presso le FS fino agli anni ottanta. Il nome deriva da quello del ministro dei Trasporti nel periodo della ricostruzione post-bellica Guido Corbellini che, dopo averle progettate quando era Capo del Servizio Materiale e Trazione delle Ferrovie dello Stato, ne ordinò la costruzione.

## Storia
Inizialmente concepite come vetture di terza classe, furono riclassificate come vetture di seconda (o miste prima/seconda) a seguito dell'abolizione della terza classe in tutta Europa avvenuta nel 1956. Erano progettate per treni locali con forte affollamento, e caratterizzate da una doppia porta di accesso ad un vestibolo centrale. I sedili interni, in legno come sulle Centoporte ma ricoperti da una imbottitura sul poggiatesta e successivamente in alcuni esemplari anche sul piano di seduta, offrivano da 59 a 92 posti secondo il gruppo. Il riscaldamento era a vapore o elettrico. Le vetture ebbero, in epoche diverse, le tre classiche colorazioni castano Isabella (epoca III a), castano (epoca III b) e grigio ardesia (epoca IV).
Inizialmente le Tipo 1947 furono nella maggior parte costruite come carrozze a 2 assi; successivamente alcune vennero aggiornate utilizzando i carrelli provenienti da carrozze a carrelli di diverso tipo in demolizione e identificate come Tipo 1947T.
Le Tipo 1951R erano derivate, come le Centoporte, da vecchie vetture a cassa in legno Tipo 1906 e Tipo 1910 riutilizzandone i telai. Le Tipo 1957R erano costruite allungando dei telai di carrozze Tipo 1910, così da incrementare la capienza massima fino a 92 passeggeri a sedere. Il tragico incidente di Voghera del 1962 evidenziò tuttavia alcuni limiti strutturali di questa tecnica, ponendo fine alla costruzione di altri esemplari. Nel 2016 sono state restaurate 4 carrozze a 2 assi, messe a disposizione dei treni storici organizzati da Fondazione FS Italiane.

## Rimorchi per elettromotrici E.623 ed E.624
Negli anni '50 si sentì l'esigenza di aumentare il numero dei posti a sedere sulle elettromotrici E.623 ed E.624. A tale scopo alcune vetture a carrelli Tipo 1947 e Tipo 1951R furono dotate di condotte passanti per l'utilizzo in composizione. Nella circostanza si procedette anche alla costruzione ex novo di veicoli, sempre Corbellini, da destinare ai medesimi treni.
Furono realizzate diverse serie di vetture Corbellini da inserire nelle composizioni di E.623 (per le linee varesine 634.000, 638.000, 669.000 (eB, pB, eAB)) e di E.624 (utilizzate sul nodo di Napoli 734.000, 735.000 (eB, pB)); per le E.624 alcune Tipo 1947 furono realizzate anche in versione semipilota (pBz 734.850 - 864).
Agli inizi degli anni '80, con la dismissione delle E.624, 11 carrozze (di cui 2 semipilota) sono state vendute alla LFI di Arezzo, che nel corso degli anni le ha modificate e rese più moderne, aumentando anche il numero dei posti a sedere.